# Filip Pejović
Filip Pejović (Šabac, 26 giugno 1982) è un ex calciatore serbo, di ruolo difensore.

## Carriera

### Club
Il 1º luglio 2008 viene acquistato a titolo definitivo dalla squadra serba del Mačva Šabac.